# Order Orła Czarnego

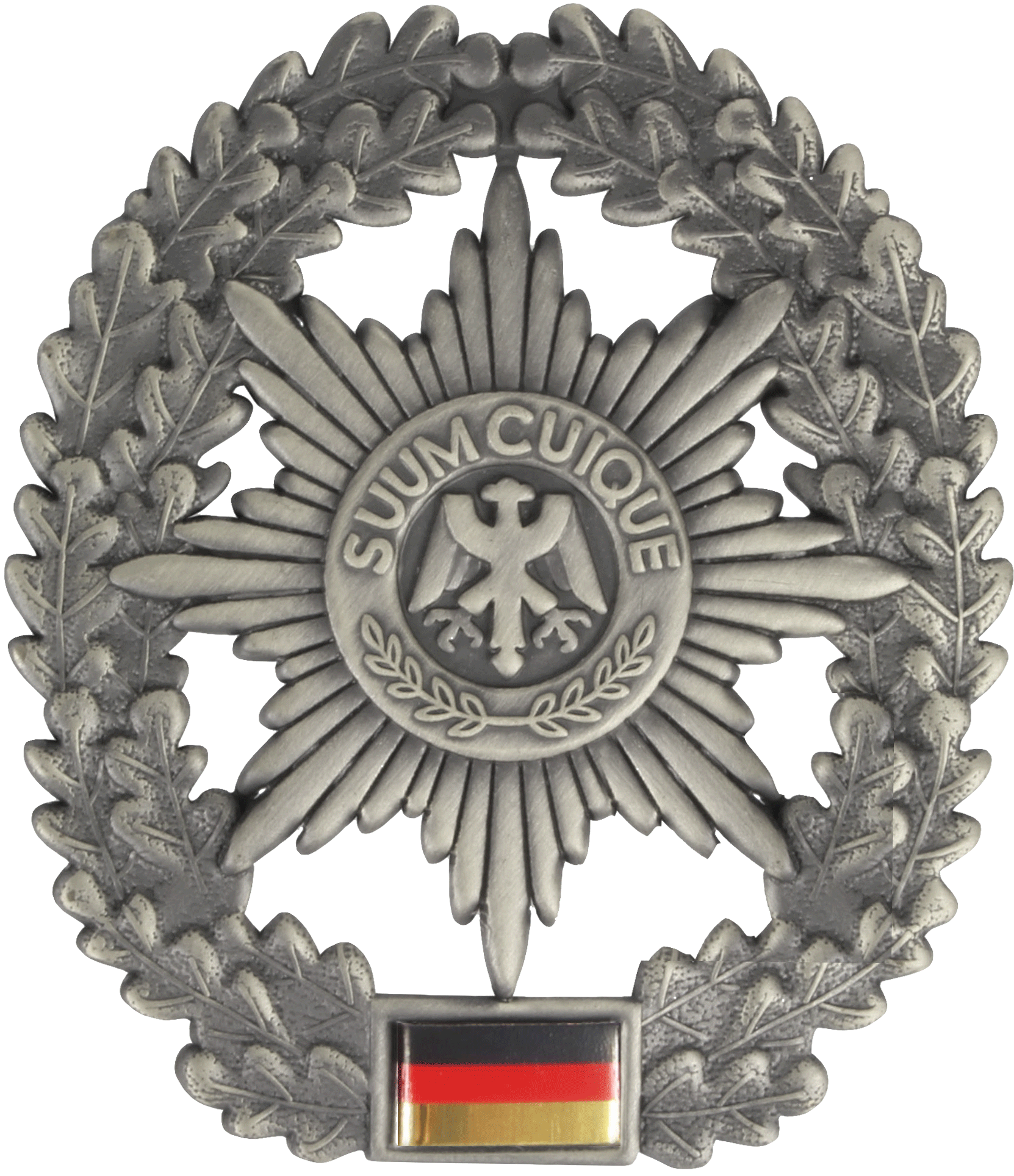
Odznaka na beret Feldjäger (Bundeswehra)

Order Orła Czarnego (niem. Schwarzer Adlerorden) – do 1918 najwyższe odznaczenie Królestwa Prus, obecnie – order domowy b. panującej pruskiej i cesarsko-niemieckiej dynastii Hohenzollernów.

## Historia
Po uzyskaniu przez elektora saskiego Augusta Mocnego polskiej korony królewskiej elektor Brandenburgii Fryderyk III zapragnął także zostać królem i po długim oporze cesarza dostał zezwolenie na przyjęcie tytułu: „Króla w Prusach” (niem. König in Preussen), tj. w dawnych Prusach Książęcych, które leżały poza terenem Świętego Cesarstwa Rzymskiego. Koronował się w Królewcu 18 stycznia 1701 jako Fryderyk I.
Za godło nowego królestwa wybrano zrywającego się do lotu czarnego orła pochodzącego z herbu książąt pruskich, który został nadany podczas hołdu pruskiego w 1525 przez polskiego króla Zygmunta I Starego. Król Fryderyk I ustanowił w dniu ogłoszenia królestwa także jednoklasowy Order Orła Czarnego, najwyższe i wówczas jedyne odznaczenie nowego państwa.
Do 1848 wszyscy kandydaci nienależący do rodów panujących Rzeszy musieli wykazać się ośmioma szlacheckimi generacjami, a order dostać mogli dopiero po 30. roku życia. Od tego roku order mogli także otrzymywać nie-szlachcice, którzy przy nadaniu Orderu Orła Czarnego uzyskiwali dziedziczne szlachectwo.
Nie nadawany od 1918 jako odznaczenie państwowe, przetrwał jako order domowy cesarskiego rodu Hohenzollernów, którego wielkim mistrzem jest obecny pretendent do niemieckiego tronu Jerzy Fryderyk.

## Insygnia
Insygniami orderu są emaliowany na niebiesko krzyż maltański z czarnymi orłami między ramionami, w medalionie awersu, którego znajduje się na złotym tle spleciony monogram założyciela: „FR”, oraz ośmiopromienna srebrna gwiazda z pruskim orłem na czerwonym tle, otoczonym dewizą orderu: SUUM CUIQUE (łac. Każdemu to co się należy) oraz wieńcem laurowym. Order noszony jest na pomarańczowej Wielkiej Wstędze z lewego ramienia na prawy bok. Kawalerowie Orderu Orła Czarnego nosili zawsze krzyż Orderu Orła Czerwonego jako dekorację na szyi tzw. komandorię (Czarnego Orła nadawano tylko odznaczonym uprzednio Krzyżem Wielkim Orderu Orła Czerwonego).
W bardzo rzadkich przypadkach order był nadawany z brylantami na krzyżu i gwieździe – takie odznaczenie otrzymał jako jeden z niewielu Otto von Bismarck. Od 1701 do 1918 order otrzymało 407 osób (nie licząc pruskich książąt krwi).
Jako wyższy stopień nadawano order z łańcuchem, który składał się na przemian z emaliowanych na czarno orłów pruskich z wiązką błyskawic w szponach i z inicjałów założyciela „FR” otoczonych czterema koronami królewskimi.